# Cobrecaf
La Cobrecaf est un ancien armement spécialisé dans la pêche au thon et le transport frigorifique, il a été fondé par André Dhellemmes.

## Historique
La Cobrecaf (Compagnie Bretonne de Cargos Frigorifiques) était l'un des premiers producteurs mondiaux de thon tropical. Située à Concarneau, l'entreprise était spécialisée dans la pêche et le transport de thon congelé en particulier pour la conserverie. Elle opérait principalement sur la côte occidentale d'Afrique à partir des ports de Dakar, Pointe-Noire et d'Abidjan, plus tard (début 1983) dans l'océan Indien à partir des ports de Victoria (Seychelles) puis d'Antsiranana.
Au milieu des années 2000, l'armement possédait quatre cargos et une flotte d'une quinzaine de thoniers dont les senneurs Drennec, Trévignon et Glénan, la plupart sous pavillon français et cinq sous pavillon iranien ou italien.
En 2008, la Cobrecaf a généré un chiffre d'affaires de 100 millions d'euros.
L'armement Cobrecaf a fusionné avec les armements France-Thon et Cobrepêche pour former la Compagnie française du thon océanique créée en janvier 2011.
Sa filiale Cobrecaf Transport a été radiée du registre du commerce le 20 février 2012.